# 深江真登
深江 真登（ふかえ まさと、1987年9月5日 - ）は、神奈川県相模原市出身の元プロ野球選手（外野手）。右投左打。

## 経歴

### アマチュア時代
松商学園高校時代の2年秋に強肩を買われて外野手から投手へと転向する。翌年の3年夏にはエースとして2年の宮島晃一と2本柱を作り、5年ぶりに甲子園出場を果たす。初戦の沖縄尚学高戦に先発するも、3回途中3失点で降板し敗退。予選の長野県大会では、4試合で打率5割（10打数5安打）、2盗塁の成績を残すなど、当時から打撃も良かった。
高校卒業後、龍谷大学に進学するも右肘を痛め公式戦での登板は無し。

### 明石時代
大学で実績が残せずに実業団などからも声がかからなかったものの、野球への情熱は冷めることなく、トライアウトを経て関西独立リーグの明石レッドソルジャーズに入団し野手に転向。主にトップバッターとして1、3番に定着。初年度で同リーグ打率2位、出塁率、盗塁、長打率で5位という成績を残した。シーズン序盤から多くのスカウトが注目。関係者によるとオリックス・バファローズ、横浜ベイスターズ、広島東洋カープなどが強い関心を持っていると報じられた。深江自身の回想では「顔と名前を覚えてもらう」ため、スカウトを見つけると自ら頭を下げて売り込んでいたという。同年10月28日、ドラフト会議にて、オリックスから5位指名を受ける。関西独立リーグ初（支配下枠指名者としては結果的に唯一）のドラフト指名選手となった。ドラフト指名後、所属先であった明石は経営難により翌年度前期で活動休止に伴うチーム解散となり、練習場所を失った深江は合流までの期間オリックスの練習場を借りることとなった。

### オリックス時代
2011年、春季キャンプからドラフト1位の駿太とともに一軍キャンプに帯同。俊足を武器に実力をアピールし、共にルーキー開幕一軍を勝ち取った。この年は一軍で29試合に出場し、8月からはスタメン出場する機会も得た。8月9日の対東北楽天ゴールデンイーグルス戦では、10回裏1死に竹原直隆の代走として出場してプロ初盗塁を決め、鈴木郁洋の遊撃ゴロの間に三進するという果敢な走塁を見せ、赤田将吾のサヨナラ安打でサヨナラのホームを踏んだ。また、8月14日の対埼玉西武ライオンズ戦でも10回裏2死にアーロム・バルディリスの代走として出場し、李承燁のサヨナラ本塁打でサヨナラのホームを踏んでいる。9月15日の対楽天戦でも、延長10回裏に安打を放って出塁すると、赤田将吾の適時打でサヨナラの走者となっている。
2012年はシーズン終盤までほとんど二軍暮らしであったが、9月26日に一軍登録されると、同日の対福岡ソフトバンクホークス戦でスタメン出場。この試合で4回裏にスクイズヒットでプロ初打点をあげてチームの連敗を12で阻止したのに貢献する等、8試合で打率.375、2打点の好成績を収めた。また、2本の三塁打を放ち俊足ぶりを発揮した。
2014年、糸井嘉男が北海道日本ハムファイターズから移籍したことで外野のレギュラーポジション入りが難しくなり、また打撃フォームをオープン戦で崩したこともあって、代走や守備での出場がメインとなった。10月25日、戦力外通告を受ける。12月2日、自由契約公示された。

### オリックス退団後
2015年2月4日に、元同僚の柿原翔樹と共にアトランティック・リーグのランカスター・バーンストーマーズと契約を結んだ。しかし11試合の出場で打率.156に終わり、5月20日に解雇となった。11月にオーストラリアン・ベースボールリーグのメルボルン・エイシズに入団。
2016年2月に独立リーグ・アメリカン・アソシエーションのゲーリー・サウスショア・レイルキャッツと契約した。出場なしで5月8日にいったん自由契約となるが、19日に再契約。しかし27試合で打率.159にとどまり、6月26日に解雇となった。7月29日、四国アイランドリーグplusの高知ファイティングドッグスに入団することが発表された。高知への入団はNPB復帰に向けた「最後の挑戦」という位置づけだった。高知では後期の34試合に出場し、規定打席数不足ながら打率.386、21打点を記録した。駒田徳広監督も、「打席での粘りやボールの見極め方、練習に取り組む姿勢」を評価し、地元紙では他の選手に影響を与えたと評された。11月12日の12球団合同トライアウトに参加し、7打数無安打（3三振）の内容だった。
2017年も高知でプレーした。しかし、腰を痛めて初年度ほどの成績はあげられなかった。シーズン終了後、今期契約期間をもって高知を退団（任意引退）することが発表された。NPB復帰の可能性がほぼなくなったことで引退を決意したという。

## プレースタイル
ライナーで外野手の間を抜くバッティングと、50m5秒65、一塁到達まで3.65秒の俊足、投手として140km/h台を記録したこともある遠投110メートルの強肩が武器のリードオフマン。
明石入団後は内野手登録だったが、外野手として出場したこともあり、ドラフトでは外野手として指名された。

## 人物
- 明石時代には経営難から給料が0という事もあった[要出典]。
- 兄2人は元サッカー選手で、松商学園高校時代に兄2人共、同じ松本市にある当時アマチュアの松本山雅FCに所属していた。

## 詳細情報

### 年度別打撃成績
| 年 度     | 球 団      | 試 合 | 打 席 | 打 数 | 得 点 | 安 打 | 二 塁 打 | 三 塁 打 | 本 塁 打 | 塁 打 | 打 点 | 盗 塁 | 盗 塁 死 | 犠 打 | 犠 飛 | 四 球 | 敬 遠 | 死 球 | 三 振 | 併 殺 打 | 打 率 | 出 塁 率 | 長 打 率 | O P S |
| --------- | ---------- | ----- | ----- | ----- | ----- | ----- | -------- | -------- | -------- | ----- | ----- | ----- | -------- | ----- | ----- | ----- | ----- | ----- | ----- | -------- | ----- | -------- | -------- | ----- |
| 2011      | オリックス | 29    | 13    | 12    | 7     | 4     | 0        | 0        | 0        | 4     | 0     | 1     | 0        | 1     | 0     | 0     | 0     | 0     | 5     | 0        | .333  | .333     | .333     | .666  |
| 2012      | オリックス | 8     | 29    | 24    | 3     | 9     | 0        | 2        | 0        | 13    | 2     | 3     | 1        | 2     | 0     | 2     | 0     | 1     | 5     | 0        | .375  | .444     | .542     | .986  |
| 2013      | オリックス | 44    | 55    | 45    | 9     | 9     | 0        | 1        | 0        | 11    | 1     | 4     | 3        | 6     | 0     | 3     | 0     | 1     | 17    | 2        | .200  | .265     | .244     | .510  |
| 通算：4年 | 通算：4年  | 81    | 97    | 81    | 19    | 22    | 0        | 3        | 0        | 28    | 3     | 8     | 4        | 9     | 0     | 5     | 0     | 2     | 27    | 2        | .272  | .330     | .346     | .675  |

### 年度別守備成績
| 年 度 | 外野 | 外野 | 外野 | 外野 | 外野 | 外野   |
| 年 度 | 試合 | 刺殺 | 補殺 | 失策 | 併殺 | 守備率 |
| ----- | ---- | ---- | ---- | ---- | ---- | ------ |
| 2011  | 23   | 10   | 0    | 1    | 0    | .909   |
| 2012  | 8    | 15   | 0    | 0    | 0    | 1.000  |
| 2013  | 24   | 28   | 0    | 0    | 0    | 1.000  |
| 通算  | 55   | 53   | 0    | 1    | 0    | .981   |

### 記録
- 初出場：2011年4月12日、対福岡ソフトバンクホークス1回戦（京セラドーム大阪）、9回表に右翼手として出場
- 初打席：同上、11回裏に森福允彦から空振り三振
- 初先発出場：2011年8月4日、対福岡ソフトバンクホークス12回戦（京セラドーム大阪）、2番・右翼手として先発出場
- 初盗塁：2011年8月9日、対東北楽天ゴールデンイーグルス13回戦（ほっともっとフィールド神戸）、10回裏に二盗（投手：ダレル・ラズナー、捕手：嶋基宏）
- 初安打：2011年9月7日、対東北楽天ゴールデンイーグルス17回戦（日本製紙クリネックススタジアム宮城）、9回表に土屋朋弘から左前安打
- 初打点：2012年9月26日、対福岡ソフトバンクホークス22回戦（京セラドーム大阪）、4回裏に金澤健人から一塁スクイズバント内野安打

### 独立リーグでの打撃成績
| 年 度   | 球 団   | 試 合 | 打 席 | 打 数 | 得 点 | 安 打 | 二 塁 打 | 三 塁 打 | 本 塁 打 | 打 点 | 盗 塁 | 犠 打 | 犠 飛 | 四 球 | 死 球 | 三 振 | 打 率 | 出 塁 率 | 長 打 率 |
| ------- | ------- | ----- | ----- | ----- | ----- | ----- | -------- | -------- | -------- | ----- | ----- | ----- | ----- | ----- | ----- | ----- | ----- | -------- | -------- |
| 2016    | 高知    | 34    | 145   | 127   | 23    | 49    | 6        | 3        | 0        | 21    | 3     | 2     | 0     | 12    | 4     | 9     | .386  | .454     | .480     |
| 2017    | 高知    | 58    | 259   | 217   | 41    | 62    | 9        | 2        | 0        | 18    | 11    | 2     | 1     | 34    | 5     | 26    | .286  | .392     | .345     |
| IL：2年 | IL：2年 | 92    | 404   | 344   | 64    | 111   | 15       | 5        | 0        | 39    | 14    | 4     | 1     | 46    | 9     | 35    | .323  | .415     | .395     |

### 背番号
- 24 （2010年、2016年 - 2017年）
- 68 （2011年 - 2014年）